# Cloud County
Cloud County ist ein County im Bundesstaat Kansas der Vereinigten Staaten. Der Verwaltungssitz (County Seat) ist Concordia. Das U.S. Census Bureau hat bei der Volkszählung 2020 eine Einwohnerzahl von 9032 ermittelt.

## Geographie
Das County liegt im Norden von Kansas, ist etwa 40 km von Nebraska entfernt und hat eine Fläche von 1861 Quadratkilometern, wovon sieben Quadratkilometer Wasserfläche sind. Es grenzt im Uhrzeigersinn an folgende Countys: Republic County, Washington County, Clay County, Ottawa County, Mitchell County und Jewell County.

## Geschichte
Cloud County wurde am 27. Februar 1850 als Original-County aus freiem Territorium gebildet und gehört zu den ersten 33 Countys, die von der ersten Territorial-Verwaltung gebildet wurden. Benannt wurde es nach einem Offizier der Nordstaaten im Amerikanischen Bürgerkrieg.
10 Bauwerke und Stätten des Countys sind im National Register of Historic Places eingetragen.

## Demografische Daten

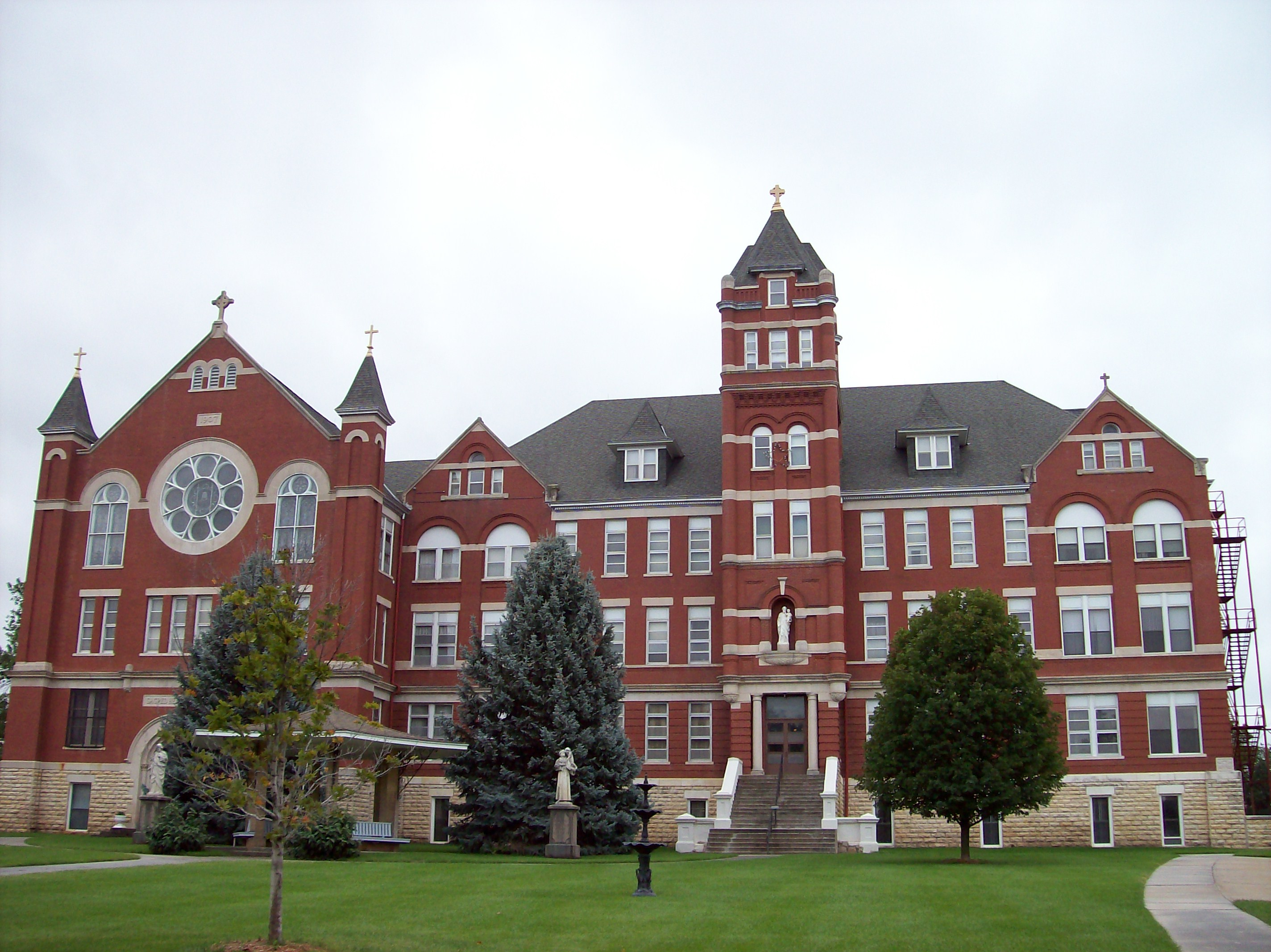
Nazareth Convent and Academy

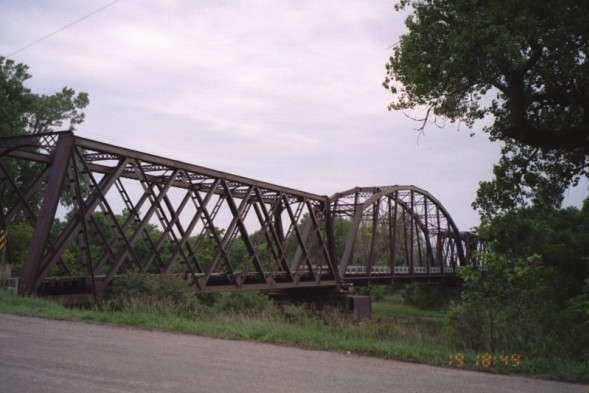
Republican River Pegram Truss über den Republican River, nahe Concordia, gelistet im NRHP

Nach der Volkszählung im Jahr 2000 lebten im Cloud County 10.268 Menschen. Davon wohnten 662 Personen in Sammelunterkünften, die anderen Einwohner lebten in 4163 Haushalten und 2697 Familien. Die Bevölkerungsdichte betrug 6 Einwohner pro Quadratkilometer. Ethnisch betrachtet setzte sich die Bevölkerung zusammen aus 98,30 Prozent Weißen, 0,34 Prozent Afroamerikanern, 0,25 Prozent amerikanischen Ureinwohnern, 0,25 Prozent Asiaten und 0,13 Prozent aus anderen ethnischen Gruppen; 0,73 Prozent stammten von zwei oder mehr Ethnien ab. 0,60 Prozent der Bevölkerung waren spanischer oder lateinamerikanischer Abstammung.
Von den 4163 Haushalten hatten 27,1 Prozent Kinder unter 18 Jahren, die mit ihnen gemeinsam lebten. 55,1 Prozent waren verheiratete, zusammenlebende Paare, 6,6 Prozent waren allein erziehende Mütter und 35,2 Prozent waren keine Familien. 30,8 Prozent aller Haushalte waren Singlehaushalte und in 15,9 Prozent lebten Menschen mit 65 Jahren oder darüber. Die Durchschnittshaushaltsgröße betrug 2,31 und die durchschnittliche Familiengröße betrug 2,89 Personen.
22,4 Prozent der Bevölkerung waren unter 18 Jahre alt. 10,4 Prozent zwischen 18 und 24 Jahre, 21,9 Prozent zwischen 25 und 44 Jahre, 22,2 Prozent zwischen 45 und 64 Jahre und 23,2 Prozent waren 65 Jahre alt oder älter. Das Durchschnittsalter betrug 41 Jahre. Auf 100 weibliche Personen kamen 90,6 männliche Personen. Auf 100 erwachsene Frauen ab 18 Jahren kamen 86,6 Männer.
Das jährliche Durchschnittseinkommen eines Haushalts betrug 31.758 USD, das Durchschnittseinkommen einer Familie betrug 39.745 USD. Männer hatten ein Durchschnittseinkommen von 27.166 USD, Frauen 20.114 USD. Das Prokopfeinkommen betrug 17.536 USD. 6,4 Prozent der Familien und 10,8 Prozent der Bevölkerung lebten unterhalb der Armutsgrenze.

## Orte im County
- Ames
- Aurora
- Clyde
- Concordia
- Cook
- Glasco
- Huscher
- Jamestown
- Macyville
- Miltonvale
- Rice
- Rosaco
- Saint Joseph
- Yuma

Townships
- Arion Township
- Aurora Township
- Buffalo Township
- Center Township
- Colfax Township
- Elk Township
- Grant Township
- Lawrence Township
- Lincoln Township
- Lyon Township
- Meredith Township
- Nelson Township
- Oakland Township
- Shirley Township
- Sibley Township
- Solomon Township
- Starr Township
- Summit Township